# Copa Libertadores 1978
Copa Libertadores 1978 var 1978 års säsong av Copa Libertadores som vanns av Boca Juniors från Argentina efter en finalseger mot Deportivo Cali från Colombia. 2 lag från varje land i CONMEBOL deltog, vilket innebar 20 lag. Dessutom var ett lag kvalificerat som regerande mästare. De första 20 lagen delades upp i fem grupper om fyra lag där varje gruppvinnare gick vidare till en andra gruppspelsfas. Där delades de fem gruppvinnarna och det regerande mästarlaget upp i två grupper om tre lag. De två gruppvinnarna fick mötas i final.
Varje grupp representerades av två länder, med två lag från vardera lag.
- Grupp 1: Argentina och Ecuador
- Grupp 2: Pero och Bolivia
- Grupp 3: Brasilien och Chile
- Grupp 4: Colombia och Uruguay
- Grupp 5: Paraguay och Venezuela

## Gruppspel omgång 1

### Grupp 1
| Lag           | S | V | O | F | GM | IM | MSK | Poäng |
| ------------- | - | - | - | - | -- | -- | --- | ----- |
| River Plate   | 6 | 2 | 4 | 0 | 7  | 1  | 6   | 8     |
| Independiente | 6 | 3 | 2 | 1 | 6  | 2  | 4   | 8     |
| LDU Quito     | 6 | 2 | 1 | 3 | 4  | 10 | -6  | 5     |
| El Nacional   | 6 | 1 | 1 | 4 | 6  | 10 | -4  | 3     |

#### Omspel
| Lag           | S | V | O | F | GM | IM | MSK | Poäng |
| ------------- | - | - | - | - | -- | -- | --- | ----- |
| River Plate   | 1 | 1 | 0 | 0 | 4  | 1  | 3   | 2     |
| Independiente | 1 | 0 | 0 | 1 | 1  | 4  | -3  | 0     |

### Grupp 2
| Lag               | S | V | O | F | GM | IM | MSK | Poäng |
| ----------------- | - | - | - | - | -- | -- | --- | ----- |
| Alianza Lima      | 6 | 5 | 1 | 0 | 19 | 5  | 14  | 11    |
| Sporting Cristal  | 6 | 3 | 1 | 2 | 9  | 9  | 0   | 7     |
| The Strongest     | 6 | 2 | 0 | 4 | 7  | 12 | -5  | 4     |
| Oriente Petrolero | 6 | 1 | 0 | 5 | 5  | 14 | -9  | 2     |

### Grupp 3
| Lag              | S | V | O | F | GM | IM | MSK | Poäng |
| ---------------- | - | - | - | - | -- | -- | --- | ----- |
| Atlético Mineiro | 6 | 4 | 2 | 0 | 16 | 8  | 8   | 10    |
| Unión Española   | 6 | 1 | 4 | 1 | 7  | 10 | -3  | 6     |
| São Paulo        | 6 | 1 | 3 | 2 | 6  | 7  | -1  | 5     |
| Palestino        | 6 | 1 | 1 | 4 | 8  | 12 | -4  | 3     |

### Grupp 4
| Lag            | S | V | O | F | GM | IM | MSK | Poäng |
| -------------- | - | - | - | - | -- | -- | --- | ----- |
| Deportivo Cali | 6 | 3 | 2 | 1 | 5  | 3  | 2   | 8     |
| Peñarol        | 6 | 3 | 0 | 3 | 7  | 7  | 0   | 6     |
| Junior         | 6 | 1 | 4 | 1 | 1  | 1  | 0   | 6     |
| Danubio        | 6 | 1 | 2 | 3 | 6  | 8  | -2  | 4     |

### Grupp 5
| Lag                   | S | V | O | F | GM | IM | MSK | Poäng |
| --------------------- | - | - | - | - | -- | -- | --- | ----- |
| Cerro Porteño         | 6 | 3 | 3 | 0 | 7  | 3  | 4   | 9     |
| Portuguesa            | 6 | 2 | 2 | 2 | 5  | 5  | 0   | 6     |
| Estudiantes de Mérida | 6 | 1 | 3 | 2 | 6  | 8  | -2  | 5     |
| Club Libertad         | 6 | 1 | 2 | 3 | 4  | 6  | -2  | 4     |

## Gruppspel omgång 2

### Grupp 1
| Lag              | S | V | O | F | GM | IM | MSK | Poäng |
| ---------------- | - | - | - | - | -- | -- | --- | ----- |
| Boca Juniors     | 4 | 3 | 1 | 0 | 7  | 2  | 5   | 7     |
| River Plate      | 4 | 1 | 1 | 2 | 1  | 3  | -2  | 3     |
| Atlético Mineiro | 4 | 1 | 0 | 3 | 3  | 6  | -3  | 2     |

### Grupp 2
| Lag            | S | V | O | F | GM | IM | MSK | Poäng |
| -------------- | - | - | - | - | -- | -- | --- | ----- |
| Deportivo Cali | 4 | 3 | 1 | 0 | 12 | 4  | 8   | 7     |
| Cerro Porteño  | 4 | 1 | 1 | 2 | 4  | 9  | -5  | 3     |
| Alianza Lima   | 4 | 1 | 0 | 3 | 7  | 10 | -3  | 2     |

## Final
|  |  | Deportivo Cali | 0 – 0 | Boca Juniors |  |  |
|  |  |                |       |              |  |  |
|  |  |                |       |              |  |  |
|  |  |                |       |              |  |  |

|  |  | Boca Juniors | 4 – 0 | Deportivo Cali |  |  |
|  |  |              |       |                |  |  |
|  |  |              |       |                |  |  |
|  |  |              |       |                |  |  |

Boca Juniors vinnare av Copa Libertadores 1978.